# Peramuroides
Peramuroides é um gênero de mamífero extinto do Cretáceo Inferior do sul da Inglaterra. A espécie-tipo e única espécie é Peramuroides tenuiscus, descrita em 2012 [en] por Brian Davis para fragmentos de dentário e dentes da formação Lulworth [en] do Berriasiano. O nome do gênero faz referência ao gênero aparentado Peramus, enquanto o nome da espécie é baseado na palavra latina para "fino". Peramuroides é aparentado aos gêneros coexistentes Peramus e Kouriogenys, e juntamente com outros gêneros, eles compõem a família Peramuridae, um grupo de zaterianos extintos.